# What Animated Women Want
What Animated Women Want (с англ. — «Чего хотят анимированные женщины») — семнадцатый эпизод двадцать четвёртого сезона мультсериала «Симпсоны». Выпущен 14 апреля 2013 года в США на телеканале «Fox».

## Сюжет
Гомер приглашает Мардж на свидание в новый японский ресторан, но не слушает её, когда та говорит о своих проблемах. Мардж рассерженно уходит из ресторана. Гомер пытается извиниться перед женой и покупает ей цветы, но Мардж, зная, что Гомер много ей обещал, сердится на него. Она отказывается от всех подарков мужа. Сушист в японском ресторане советует Гомеру стать хорошим мужем, но последний решает пойти на поводу у Мо, купив эротические продукты. Показывая их Мардж, Гомер случайно получает травму. В больнице Мардж прощает Гомера, понимая, что тот никогда не сдастся, пока её не порадует.
В это время Милхаус вновь решает очаровать Лизу. Он вспоминает, что смотрел фильм «Трамвай „Желание“» и решает вести себя грубо, как герой Марлона Брандо. Лизе это нравится. Но Милхаус обеспокоен тем, что постоянно грубит, и после разговора со школьным психологом он решает остаться самим собой.

## Отношение критиков и публики
В воскресную ночь на «Fox» эпизод просмотрело 4.11 миллионов человек 18-49 лет, он получил рейтинг 1.8 и стал третьим по просматриваемости (второй — «Американский папаша», «The Missing Kink»; первый — «Гриффины», «Bigfat»).
Эпизод получил смешанные оценки от телевизионных критиков. Например, Роберт Дэвид Салливан из «The A. V. Club» дал оценку «C+» со словами: «Это спонтанный эпизод с множеством отсылок на поп-культуру, но с комическими ситуациями. Излишние комментарии рассказчика женского пола напоминают мне о сериале „Отчаянные домохозяйки“». Тереза Лопез из «TV Fanatic» дала эпизоду 3,5 звезды из пяти и написала: «Несмотря на весёлые ситуации и смешные реплики, юмор эпизода затмили странные реплики рассказчика. Они были абсолютно ненужными».